# Tagalopsyche aethiopica
Tagalopsyche aethiopica är en nattsländeart som beskrevs av Douglas E. Kimmins 1963. Tagalopsyche aethiopica ingår i släktet Tagalopsyche och familjen långhornssländor. Inga underarter finns listade i Catalogue of Life.